# Leptoiulus abietum
Leptoiulus abietum är en mångfotingart som beskrevs av Karl Wilhelm Verhoeff 1914. Leptoiulus abietum ingår i släktet Leptoiulus och familjen kejsardubbelfotingar. Inga underarter finns listade i Catalogue of Life.